# Georg Zundel

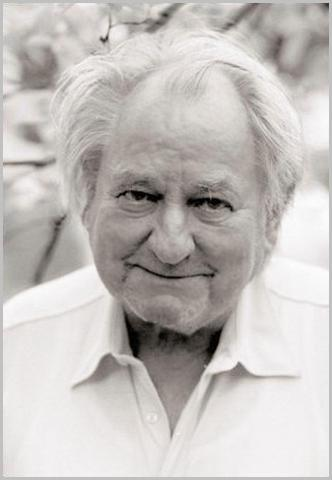
Georg Zundel an seinem 75. Geburtstag

Georg Zundel (* 17. Mai 1931 in Tübingen; † 11. März 2007 in Salzburg) war deutscher Physiker, Unternehmer und friedenspolitisch engagierter Philanthrop.
Georg Zundel wurde 1931 als einziger Sohn von Georg Friedrich Zundel und Paula Zundel geboren. Er wurde Physiker und erwarb sich insbesondere in der Wasserstoffbrückenforschung einen internationalen Ruf. Er gründete Unternehmen und setzte sich stets für die Land- und Forstwirtschaft ein. Friedenspolitisch engagierte sich Georg Zundel insbesondere durch die Gründung der Berghof Foundation, Stiftung für Konfliktforschung, wofür ihm 2003 das Große Verdienstkreuz der Bundesrepublik Deutschland verliehen wurde. Zundel war verheiratet und hatte drei Kinder. Bis zu seinem Tod 2007 lebte er mit seiner Familie in Salzburg. Sein Grab befindet sich in Haisterkirch bei Bad Waldsee.

## Jugendjahre
Seine Kindheit und Jugend verbrachte Georg Zundel auf dem elterlichen Gutshof, dem „Berghof“ bei Tübingen, sowie auf dem landwirtschaftlichen Betrieb der Familie in Haisterkirch, Bad Waldsee. Aus dieser Erfahrung in Zeiten der Lebensmittelknappheit rührten seine Wertschätzung der Landwirtschaft. Gleichzeitig war Zundel durch sein Elternhaus bereits in jungen Jahren mit einem Umfeld konfrontiert, das durch politische und wirtschaftliche Spannungen geprägt war. Seine Mutter Paula Zundel war die Tochter des Unternehmers Robert Bosch. Der Vater Georg Friedrich Zundel war in erster Ehe mit der Frauenrechtlerin Clara Zetkin verheiratet. Als Maler von großformatigen Arbeiterportraits hatte er um die Wende zum 20. Jahrhundert Aufsehen erregt. Kriegsbedingt konnte Georg Zundel sein Abitur erst 1952 ablegen, woraufhin er ein Studium der Physik an der Universität München antrat. Vor und während des Studiums besuchte er 1951 und 1952 mit dem Motorrad Italien und Griechenland. 1955 reiste er mit einem Freund in einem umgebauten Unimog in neun Monaten von Stuttgart über Afghanistan nach Indien und zurück.

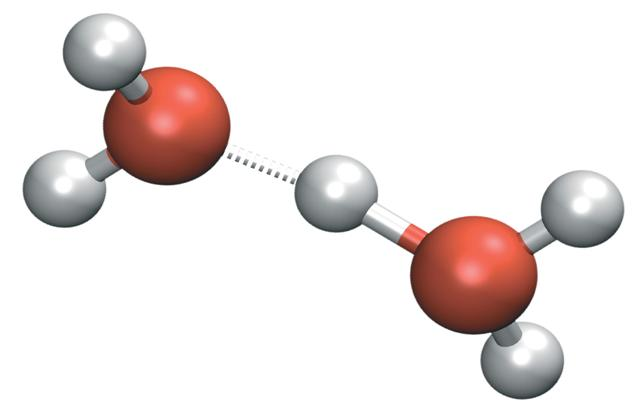
Darstellung des „Zundel-Kation“ H_{5}O_{2}^{+}

## Wissenschaftlicher Werdegang
Nachdem er 1955/56 sein in München begonnenes Physikstudium für einen Studienaufenthalt in Frankfurt am Main unterbrochen hatte, promovierte Zundel 1961 an der Universität München. Dort wurde er 1967 auch habilitiert und 1972 zum Universitätsdozenten ernannt. Von 1974 bis 2006 war er außerplanmäßiger Professor für Biophysikalische Chemie an der Universität München. In dieser Zeit begleitete er 39 Doktoranden.
Als Wissenschaftler leistete er einen Beitrag zur Wasserstoffbrückenforschung, wobei das „Zundel-Kation“ H5O2+ zu seinen bekanntesten Entdeckungen gehört. Sein wissenschaftliches Werk umfasst über 300 Publikationen in internationalen Fachzeitschriften zu Themen der physikalischen Chemie und Biophysik. Dabei stehen die Wasserstoffbrücken und ihre Untersuchung mit der Methode der Infrarotspektroskopie im Mittelpunkt. Abhängig von der Bindungsstärke der Akzeptor- und Donorseite zeigen solche Brücken im Infrarotspektrum über mehrere hundert Wellenzahlen (3500 bis unter 650 cm−1) bzw. zwischen Wellenlängen von 2,7 und über 10 Mikrometern eine kontinuierliche Absorption. Sie wird darauf zurückgeführt, dass durch die Brückenprotonen, verursacht durch die leichte Polarisierbarkeit der Ladung zwischen Donor- und Akzeptorseite, in der fluktuierenden Umgebung im infraroten Wellenlängenbereich ein breites Spektrum von Absorptionsfrequenzen abgedeckt wird. Beobachtet wird die Absorption sowohl in wässrigen Säurelösungen, wobei die sich bildenden H5O2+-Ionen die grundlegende Einheit sind, als auch in Laugen, bei denen es die Ladungsfluktuationen im H3O2−-Gebilde sind. Darüber hinaus werden auch kontinuierlich absorbierende Brücken in biologischen Systemen beobachtet, bei denen Proton-Donor- und Akzeptor in verschiedenen Formen vorliegen können, zum Beispiel zwischen dem Stickstoffatom einer Amin-Gruppe und dem Sauerstoffatom einer Phosphat-Gruppe.
Über die Grenzen des Kalten Kriegs hinweg verstand Zundel Wissenschaft stets als universelle Aufgabe. Anfang der 1960er Jahre war er als einer der ersten Austauschforscher an einem naturwissenschaftlichen Institut in Moskau tätig. Bald darauf erschien seine Habilitationsschrift „Hydration and Intermolecular Interaction. Infrared Investigations with Polyelectrolyte Membranes“ sowohl in englischer als auch russischer Sprache. Mit Beginn der 1970er Jahre forcierte er eine intensive Zusammenarbeit vor allem mit polnischen Kollegen, wofür er 1985 zum Ehrenmitglied der „Polnischen Chemischen Gesellschaft“ ernannt wurde.

## Unternehmerische Tätigkeit
Als Unternehmer engagierte sich Zundel, indem er 1966 das „Physikalisch-Technische Laboratorium Berghof GmbH“ gründete. Dessen Ziel war es, die Forschungsergebnisse auf den Gebieten der Elektrochemie, Membranfiltration und Kunststofftechnik wirtschaftlich zu verwerten. Das Unternehmen wurde zur Keimzelle der Berghof-Firmengruppe. Aus langjähriger Innovation und Entwicklung ging eine breite Produktpalette in den Bereichen Automation und Umwelttechnik hervor. Die Berghof-Holding umfasst heute fünf Firmen mit Standorten in Eningen, Tübingen, Ravensburg, Mühlhausen, Chemnitz sowie Leeuwarden in den Niederlanden.
Auch in der Land- und Forstwirtschaft beschritt Zundel neue Wege. Im Kärntner Maltatal erwarb er einen etwa 3000 Hektaren großen Forstbetrieb. Die Erschließung und intensive Aufforstung dieses Hochgebirgsforstes stellten eine neue Herausforderung für ihn dar. Es wurde mit der Einführung von nordamerikanischen Douglasien, welche auch in Lagen oberhalb der bestehenden Baumgrenze Wachstum erbringen, experimentiert.
Den seit nunmehr über achtzig Jahren im Familienbesitz befindlichen „St. Georgshof“ in Haisterkirch bei Bad Waldsee, einen Ackerbau- und Milchviehbetrieb, modernisierte Zundel. Er erkannte früh die Bedeutung der erneuerbaren Energien und richtete bereits 1981 auf dem Hof eine erste Biogasanlage ein, mittlerweile wird eine Leistung von 50 Kilowatt Strom erzeugt. In diesem Sinne engagierte sich Zundel in vielfältiger Weise auch sehr früh im Bereich der Solarenergie.

## Philanthropische Aktivitäten
Sein familiärer Hintergrund ermöglichte es Zundel, gemeinnützige Projekte zu verwirklichen.
Mitte der 1960er Jahre ließ er gegen massive Widerstände in Tübingen ein Studentenwohnheim errichten, um der damals akuten Wohnungsnot der Studenten abzuhelfen.
Auch die Stiftung der 1971 eröffneten Kunsthalle Tübingen durch seine Mutter Paula und seine Tante Margarete Fischer-Bosch war ihm ein Anliegen.
Den bedeutendsten philanthropischen Beitrag leistete Zundel aber durch seinen Einsatz für die Friedens- und Konfliktforschung. In seiner Kindheit und Jugend war er unmittelbar mit den Schrecken des Krieges und der nationalsozialistischen Diktatur konfrontiert worden, wodurch ihm die Suche nach Wegen der gewaltlosen Konfliktlösung ans Herz gelegt wurde. Politisch engagierte sich Zundel 1949 gegen die Wiederbewaffnung der Bundesrepublik. In den Jahren 1958–1961 beteiligte er sich an Protesten gegen die diskutierte Aufrüstung der Bundeswehr mit Atomwaffen.
1966 war er an der Gründung der Gesellschaft für Verantwortung in der Wissenschaft beteiligt.
Entscheidender Meilenstein seines Engagements war aber die Gründung und nachhaltige Unterstützung der Berghof Stiftung für Konfliktforschung im Jahre 1971, in der dreißig Jahre lang Dieter Senghaas den Vorsitz führte. Durch seine Stiftung wurde Zundel zum bis heute wichtigsten privaten Förderer dieses damals noch jungen Forschungszweigs. Zu den wichtigsten Projekten der Stiftung zählen das 1993 in Berlin als Niederlassung der Münchner Stiftung gegründete Berghof Forschungszentrum für konstruktive Konfliktbearbeitung und das seit 1977 zunehmend nachhaltig geförderte Institut für Friedenspädagogik in Tübingen (gegründet 1976, seit 2002 im Georg-Zundel-Haus). Beide Einrichtungen konnten sich dank Zundels kontinuierlicher und flexibler Unterstützung einen bundesweiten und internationalen Ruf erwerben.
Sein Engagement für den Frieden wurde 2003 unter Johannes Rau mit der Verleihung des Großen Verdienstkreuzes der Bundesrepublik Deutschland gewürdigt.

## Schriften (Auswahl)
- „Es muss viel geschehen!“ – Erinnerungen eines friedenspolitisch engagierten Naturwissenschaftlers. Mit einem Vorwort von Hans-Peter Dürr. Verlag für Wissenschafts- und Regionalgeschichte Dr. Michael Engel, Berlin 2006, ISBN 3-929134-50-0.